# Daryl Dike
Daryl Dike (Edmond, 2000. június 3. –) amerikai válogatott labdarúgó, az angol West Bromwich Albion csatárja.

## Pályafutása

### Klubcsapatokban
Dike az oklahomai Edmond városában született.
2020-ban mutatkozott be az Orlando City észak-amerikai első osztályban szereplő felnőtt keretében. A 2020–21-es szezon második felében az angol másodosztályban érdekelt Barnsley-nél szerepelt kölcsönben. 2022. január 1-jén 4½ éves szerződést kötött a West Bromwich Albion együttesével. Először a 2022. január 15-ei, Queens Park Rangers ellen 1–0-ra elvesztett mérkőzés 59. percében, Matt Phillips cseréjeként lépett pályára. Első gólját 2022. december 12-én, a Sunderland ellen idegenben 2–1-es győzelemmel zárult találkozón szerezte meg.

### A válogatottban
Dike 2021-ben debütált az amerikai válogatottban. Először a 2021. február 1-jei, Trinidad és Tobago ellen 7–0-ra megnyert mérkőzés 65. percében, Paul Arriolát váltva lépett pályára. Első válogatott gólját 2021. június 10-én, Costa Rica ellen 4–0-ás győzelemmel zárult barátságos mérkőzésen szerezte meg.

## Statisztikák
2023. április 15. szerint
| Klub                  | Szezon   | Osztály      | Bajnokság | Bajnokság | Kupa  | Kupa | Nemzetközi | Nemzetközi | Összesen | Összesen |
| Klub                  | Szezon   | Osztály      | Meccs     | Gól       | Meccs | Gól  | Meccs      | Gól        | Meccs    | Gól      |
| --------------------- | -------- | ------------ | --------- | --------- | ----- | ---- | ---------- | ---------- | -------- | -------- |
| Orlando City          | 2020     | MLS          | 22        | 8         | 0     | 0    | —          | —          | 22       | 8        |
| Orlando City          | 2021     | MLS          | 19        | 11        | 0     | 0    | —          | —          | 19       | 11       |
| Orlando City          | Összesen | Összesen     | 41        | 19        | 0     | 0    | 0          | 0          | 41       | 19       |
| Barnsley (kölcsönben) | 2020–21  | Championship | 21        | 9         | 1     | 0    | —          | —          | 22       | 9        |
| West Bromwich Albion  | 2021–22  | Championship | 2         | 0         | 0     | 0    | —          | —          | 2        | 0        |
| West Bromwich Albion  | 2022–23  | Championship | 23        | 7         | 2     | 0    | —          | —          | 25       | 7        |
| West Bromwich Albion  | Összesen | Összesen     | 25        | 7         | 2     | 0    | 0          | 0          | 27       | 7        |
| Összesen              | Összesen | Összesen     | 87        | 35        | 3     | 0    | 0          | 0          | 90       | 35       |

### A válogatottban
| Válogatott       | Év       | Pályára lépés | Gól |
| ---------------- | -------- | ------------- | --- |
| Egyesült Államok | 2021     | 8             | 3   |
| Egyesült Államok | 2023     | 2             | 0   |
| Összesen         | Összesen | 10            | 3   |

#### Góljai a válogatottban
| # | Időpont          | Helyszín                                                      | Ellenfél   | Gólok | Eredmény | Kiírás                     |
| - | ---------------- | ------------------------------------------------------------- | ---------- | ----- | -------- | -------------------------- |
| 1 | 2021. június 9.  | America First Field, Sandy, Amerikai Egyesült Államok         | Costa Rica | 2–0   | 4–0      | Barátságos mérkőzés        |
| 2 | 2021. július 15. | Children's Mercy Park, Kansas City, Amerikai Egyesült Államok | Martinique | 1–0   | 6–1      | 2021-es CONCACAF-aranykupa |
| 3 | 2021. július 15. | Children's Mercy Park, Kansas City, Amerikai Egyesült Államok | Martinique | 4–0   | 6–1      | 2021-es CONCACAF-aranykupa |

## Sikerei, díjai
Amerikai válogatott
- CONCACAF-aranykupa
  - Győztes (1): 2021

Egyéni
- MLS – A Hónap Játékosa: 2020 augusztus